# Aleksandr Ponomarenko
Aleksandr Georgijevitsj Ponomarenko (Russisch: Александр Георгиевич Пономаренко) (Moskou, 16 januari 1938) is een Russisch entomoloog en paleontoloog.
Ponomarenko werd in 1938 in Moskou geboren. Hij studeerde van 1955 tot 1960 biologie en bodemkunde aan de Staatsuniversiteit van Moskou en werkte op de afdeling entomologie. Na zijn afstuderen ging hij werken aan het Laboratorium voor geleedpotigen van het Paleontologisch Instituut van de toenmalige USSR. In 1983 promoveerde hij in de paleontologie op het onderwerp "Historische Ontwikkeling van Coleoptera".  
Hij staat bekend als een van de meest gezaghebbende experts op het gebied van uitgestorven kevers. Hij beschreef honderden van deze kevers voor het eerst, maar ook van de nog levende kevers beschreef hij 19 families, subfamilies en stammen, en 123 soorten, nieuw voor de wetenschap. Zo is in 1985 de wetenschappelijke naam van de keversoort Jurodes ignoramus voor het eerst geldig gepubliceerd door hem. Ponomarenko onderzocht naast kevers fossielen van netvleugeligen (Neuroptera), grootvleugeligen (Megaloptera), vlooien (Siphonaptera) en schorpioenvliegen (Mecoptera).  
In 1995 werd hij onderzoekshoofd van het laboratorium voor oude organismen van het paleontologisch instituut van de Russische Academie van Wetenschappen. Hij heeft 15 boeken en meer dan 200 wetenschappelijke artikelen gepubliceerd. 
- International Standard Name Identifier: 0000 0001 1792 9252
- Library of Congress Control Number: n90624871
- Nationale Bibliotheek van Israël: 987007386680005171
- Nederlandse Thesaurus van Auteursnamen: 074511327
- Système universitaire de documentation: 145699390
- Virtual International Authority File: 161104789
- WorldCat: E39PBJwxPcgWGrTKFWxPvDTvHC